# Белые ржанки
Белые ржанки (лат. Chionis) — род птиц из отряда ржанкообразных (Charadriiformes),  единственный в семействе белых ржанок (Chionidae), хотя иногда в это семейство включают также и магеллановых ржанок.
Обитают в Антарктике и на субантарктических островах.
В род белых ржанок включают два вида птиц:
- Chionis albus (Gmelin, 1789) — Белая ржанка
- Chionis minor Hartlaub, 1841 — Малая белая ржанка

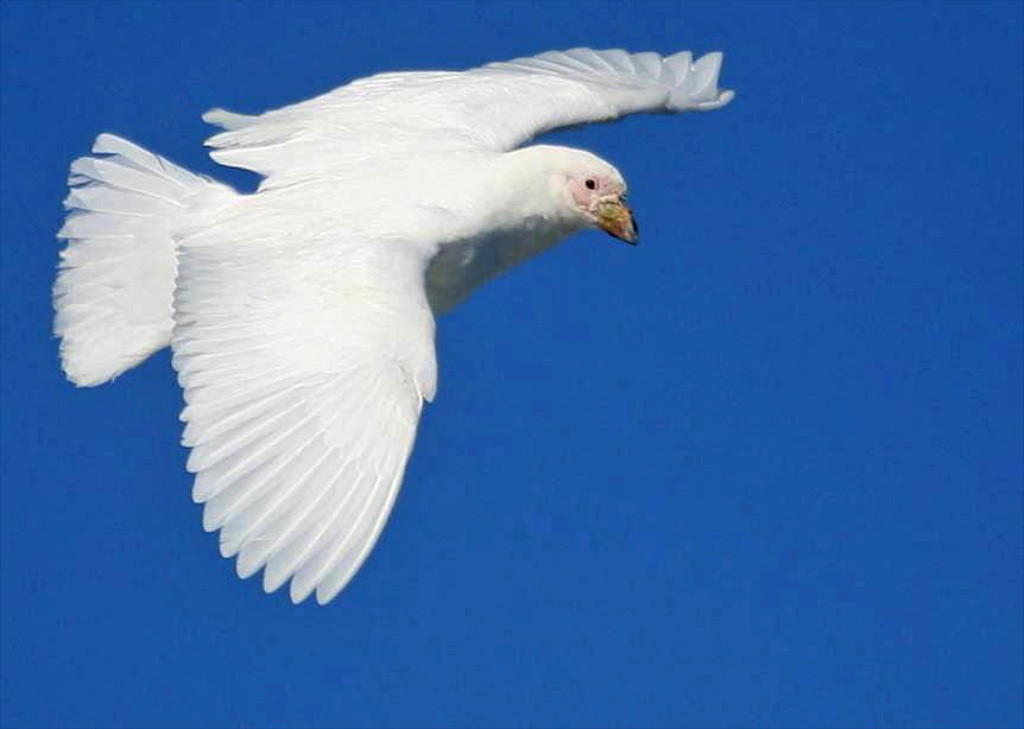
Летящая белая ржанка
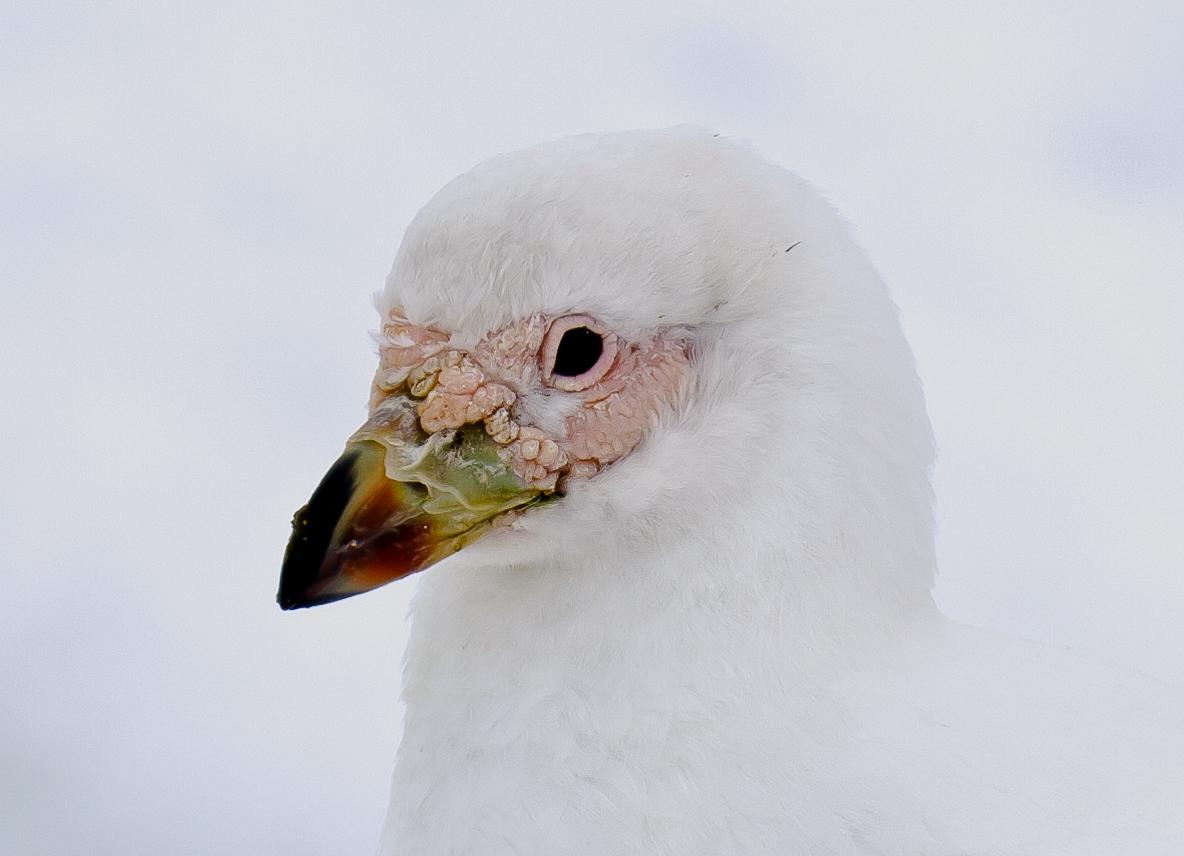
Голова белой ржанки
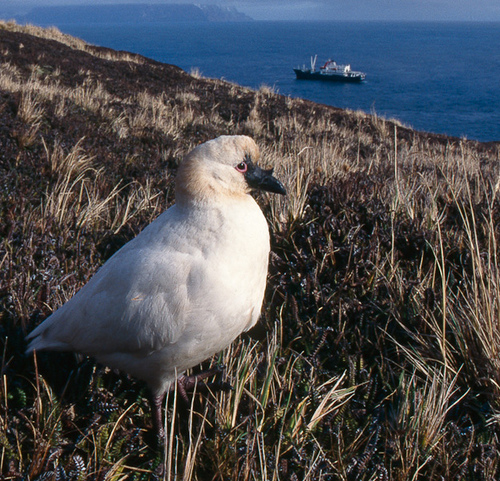
Малая белая ржанка